# Napoleon Solo
Napoleon "Nappy" Solo är en fiktiv rollfigur från den amerikanska TV-serien Mannen från UNCLE, porträtterad av den amerikanske skådespelaren Robert Vaughn. Solo arbetar som hemlig agent för UNCLE, United Network Command for Law and Enforcement, och är deras förste agent i Sektion II vid högkvarter i New York.
Napoleon Solo utför vanligtvis sina uppdrag tillsammans med sin ryske kollega Illya Kuryakin, men arbetar då och då även ensam eller tillsammans med andra kollegor.
I filmen The Man from U.N.C.L.E. porträtteras han av Henry Cavill.

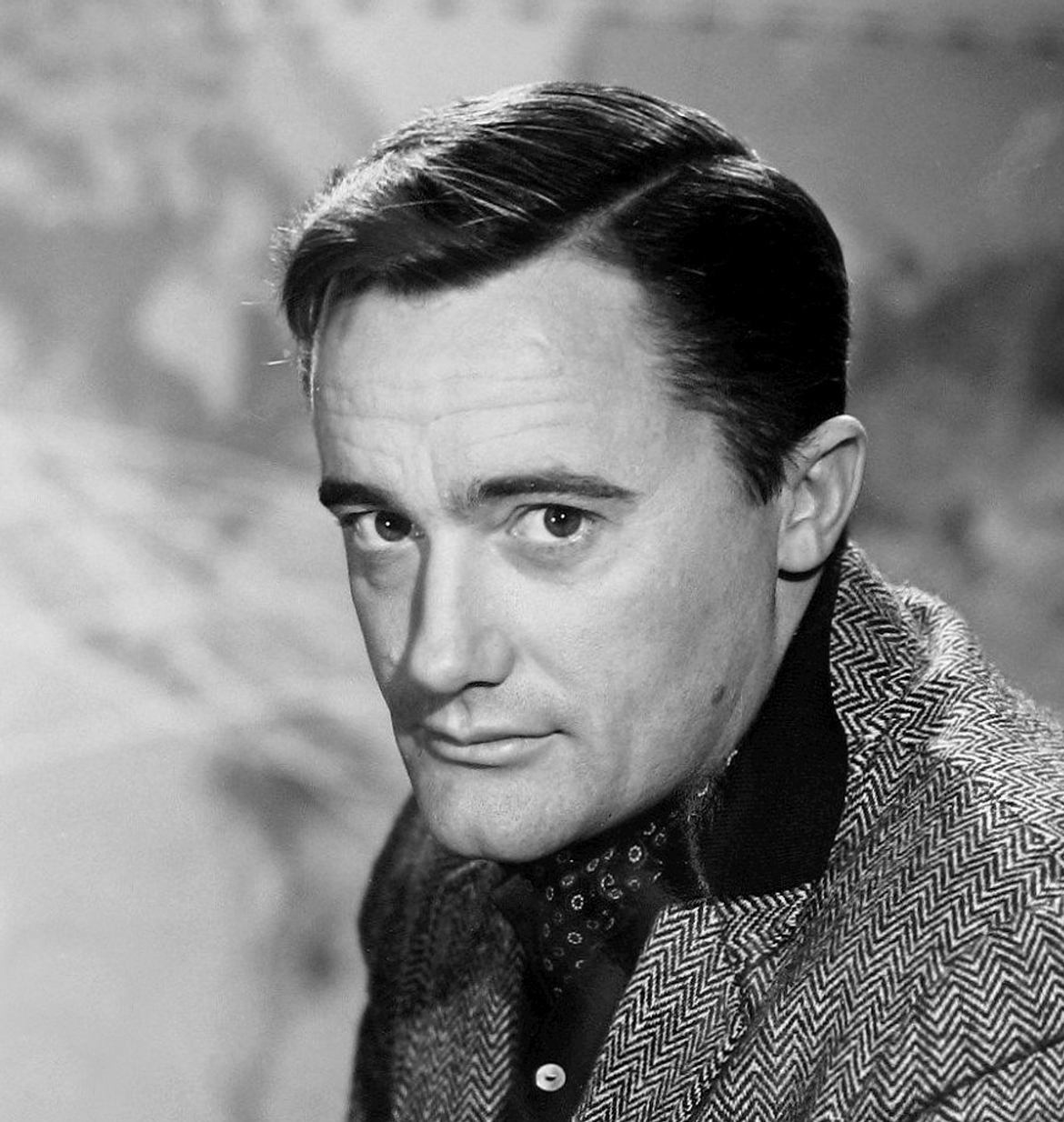
Robert Vaughn som Napoleon Solo cirka 1965.